# Armstrong (Iowa)
Armstrong és una població dels Estats Units a l'estat d'Iowa. Segons el cens del 2000 tenia 979 habitants.

## Demografia
Segons el cens del 2000, Armstrong tenia 979 habitants, 422 habitatges, i 268 famílies. La densitat de població era de 461 habitants per km².
Dels 422 habitatges en un 25,4% hi vivien nens de menys de 18 anys, en un 55,9% hi vivien parelles casades, en un 5% dones solteres, i en un 36,3% no eren unitats familiars. En el 33,4% dels habitatges hi vivien persones soles el 19% de les quals corresponia a persones de 65 anys o més que vivien soles. El nombre mitjà de persones vivint en cada habitatge era de 2,21 i el nombre mitjà de persones que vivien en cada família era de 2,83.
Per edats la població es repartia de la següent manera: un 20,6% tenia menys de 18 anys, un 6,8% entre 18 i 24, un 21,1% entre 25 i 44, un 26,4% de 45 a 60 i un 25% 65 anys o més.
L'edat mediana era de 46 anys. Per cada 100 dones de 18 o més anys hi havia 88,6 homes.
La renda mediana per habitatge era de 35.446 $ i la renda mediana per família de 45.563 $. Els homes tenien una renda mediana de 31.210 $ mentre que les dones 19.732 $. La renda per capita de la població era de 16.221 $. Entorn del 3% de les famílies i el 8% de la població estaven per davall del llindar de pobresa.

## Poblacions més properes
El següent diagrama mostra les poblacions més properes.